# Altri
Altri SGPS SA — португальський промисловий конгломерат зі штаб-квартирою в Порту. Основні компанії групи працюють у сфері виробництва деревної маси, вирощування лісу для деревообробної промисловості та паперової промисловості, а також спільного виробництва енергії, включаючи виробництво енергії з відновлюваних ресурсів. До 2008 року група також працювала в металургійної промисловості.
Холдинговою компанією Altri є Altri SGPS, SA, акції якої котируються на фондовій біржі Euronext Lisbon. Її основними дочірніми компаніями є Celulose do Caima (паперова промисловість) та Celbi (паперова промисловість). Дочірнє підприємство Altri F. Ramada, яке виробляло сталь і системи зберігання, такі як холоднокатані сталеві листи і смуги, машини, інструменти та інші супутні товари, було виділено на фондовій біржі в 2008 році. Сама компанія Altri народилася в результаті виділення промислових активів групи Cofina в березні 2005 року.